# Johann August Eberhard
Johann August Eberhard, född den 31 augusti 1739 i Halberstadt, död den 6 januari 1809 i Berlin, var en tysk filosof.
Eberhard, som var professor i filosofi i Halle, utgav Neue Apologie des Sokrates (1772; 3:e upplagan 1788), vari han efter Wolffs grundsatser försvarade det sunda förnuftets rättigheter, samt Allgemeine Theorie des Denkens und Empfindens (1776;
2:a upplagan 1786), Theorie der schönen Künste und Wissenschaften (1783; 3:e upplagan 1790), Allgemeine Geschichte der Philosophie (1788; 3:e upplagan 1796), Handbuch der Æsthetik (1803-05; 2:a uppl. 1807 -20), Versuch einer allgemeinen deutschen Synonymik (1795-1802; 4:e upplagan 1853) och Synonymisches Handwörterbuch der deutschen Sprache (1802; 12:e upplagan 1864) med mera.